# Тилло, Иван Алексеевич
Иван Алексеевич Тилло (1781 — 27 сентября (9 октября) 1830) — русский педагог, профессор французской словесности в Царскосельском лицее.

## Биография
Родился в 1781 году.
В 1804 году вступил в русскую службу. С 1805 года преподавал в Горном кадетском корпусе. До 1819 года работал в Главном педагогическом институте. Также преподавал французский язык в Инженерном и Артиллерийском училищах.
С 1819 года адъюнкт, а с 1820 — адъюнкт-профессор на историко-филологическом факультете Санкт-Петербургского университета; преподавал французскую словесность, в 1824—1830 годах — французский язык.
В 1821 году, после смерти Д. И. де Будри, Тилло был приглашён преподавателем французского языка и французской литературы в Царскосельский лицей в звании адъюнкта, оставив при этом преподавание в других учебных заведениях. В 1824 году получил в лицее звание профессора, и ему было поручено преподавание как для младшего, так и для старшего возраста. Одновременно, с 1821 года он преподавал французскую словесность в лицейском пансионе.
Считался одним из лучших преподавателей французского языка, так как знал хорошо и русский, что для французов-преподавателей того времени было редкостью. Получение «без испытаний» учёной степени профессора, не характерной для лекторов языков, также являлось знаком признания его профессионализма.
Преподавал в университете и лицее до самой смерти, наступившей 27 сентября (9 октября) 1830 года. После смерти И. А. Тилло, его место занял педагог Р. А. Жилле.

## Награды
- Орден Святого Владимира 4-й степени
- Орден Святой Анны 2-й степени

## Семья
Жена — Мария Даниловна Маттье (Marie Antoinette Matthieu). Их дети:
- Андрей (ок. 1810 — 1860), инженер-полковник, директор строительных работ в Киеве. Его сыновья: Алексей (1839—1899/1900), Александр (ок. 1845 — 1880), Адольф (1846—1918)
- Эдуард (1820—1893), гидротехник, инженер-генерал.